# Leuthneria
Leuthneria là một chi bướm đêm thuộc họ Sesiidae.

## Các loài
- Leuthneria ruficincta (Felder, 1874)